# Hyūga
Hyūga (japanska: 日向市   ?, Hyūga-shi) är en stad i Miyazaki prefektur i Japan. Staden fick stadsrättigheter 1951.